# 북위 37도
북위 37도는 적도에서 37도 북쪽을 지나는 위선이다. 유럽과 지중해, 아프리카, 아시아, 태평양, 북아메리카, 대서양을 지난다.
본초 자오선에서 시작해서 동쪽 방향으로, 북위 37도선은 다음 지역을 지난다.
| 좌표                                                    | 나라, 지역, 해역 | 주석 |
| ------------------------------------------------------- | ---------------- | --- |
| 북위 37° 0′ 동경 0° 0′  / 북위 37.000° 동경 0.000°      | 지중해           | |
| 북위 37° 0′ 동경 6° 15′  / 북위 37.000° 동경 6.250°     | 알제리           | |
| 북위 37° 0′ 동경 6° 34′  / 북위 37.000° 동경 6.567°     | 지중해           | |
| 북위 37° 0′ 동경 7° 15′  / 북위 37.000° 동경 7.250°     | 알제리           | |
| 북위 37° 0′ 동경 7° 33′  / 북위 37.000° 동경 7.550°     | 지중해           | |
| 북위 37° 0′ 동경 8° 52′  / 북위 37.000° 동경 8.867°     | 튀니지           | |
| 북위 37° 0′ 동경 10° 11′  / 북위 37.000° 동경 10.183°   | 지중해           | 튀니스만 |
| 북위 37° 0′ 동경 10° 53′  / 북위 37.000° 동경 10.883°   | 튀니지           | |
| 북위 37° 0′ 동경 11° 4′  / 북위 37.000° 동경 11.067°    | 지중해           | 이탈리아의 판텔레리아섬 바로 북쪽을 지난다. |
| 북위 37° 0′ 동경 14° 20′  / 북위 37.000° 동경 14.333°   | 이탈리아         | 시칠리아섬 |
| 북위 37° 0′ 동경 15° 16′  / 북위 37.000° 동경 15.267°   | 지중해           | 이오니아해 |
| 북위 37° 0′ 동경 21° 39′  / 북위 37.000° 동경 21.650°   | 그리스           | 펠로폰네소스반도 |
| 북위 37° 0′ 동경 23° 0′  / 북위 37.000° 동경 23.000°    | 에게해           | |
| 북위 37° 0′ 동경 24° 40′  / 북위 37.000° 동경 24.667°   | 그리스           | 시프노스섬 |
| 북위 37° 0′ 동경 24° 44′  / 북위 37.000° 동경 24.733°   | 에게해           | |
| 북위 37° 0′ 동경 25° 1′  / 북위 37.000° 동경 25.017°    | 그리스           | 안티파로스섬과 파로스섬 |
| 북위 37° 0′ 동경 25° 13′  / 북위 37.000° 동경 25.217°   | 에게해           | |
| 북위 37° 0′ 동경 25° 23′  / 북위 37.000° 동경 25.383°   | 그리스           | 낙소스섬 |
| 북위 37° 0′ 동경 25° 34′  / 북위 37.000° 동경 25.567°   | 에게해           | |
| 북위 37° 0′ 동경 26° 26′  / 북위 37.000° 동경 26.433°   | 그리스           | 레비타섬 |
| 북위 37° 0′ 동경 26° 30′  / 북위 37.000° 동경 26.500°   | 에게해           | |
| 북위 37° 0′ 동경 26° 55′  / 북위 37.000° 동경 26.917°   | 그리스           | 칼림노스섬 |
| 북위 37° 0′ 동경 27° 3′  / 북위 37.000° 동경 27.050°    | 에게해           | |
| 북위 37° 0′ 동경 27° 15′  / 북위 37.000° 동경 27.250°   | 튀르키예         | |
| 북위 37° 0′ 동경 27° 47′  / 북위 37.000° 동경 27.783°   | 에게해           | |
| 북위 37° 0′ 동경 28° 13′  / 북위 37.000° 동경 28.217°   | 튀르키예         | |
| 북위 37° 0′ 동경 40° 25′  / 북위 37.000° 동경 40.417°   | 시리아           | |
| 북위 37° 0′ 동경 42° 18′  / 북위 37.000° 동경 42.300°   | 이라크           | |
| 북위 37° 0′ 동경 44° 16′  / 북위 37.000° 동경 44.267°   | 튀르키예         | 약 7 km |
| 북위 37° 0′ 동경 44° 20′  / 북위 37.000° 동경 44.333°   | 이라크           | |
| 북위 37° 0′ 동경 44° 54′  / 북위 37.000° 동경 44.900°   | 이란             | |
| 북위 37° 0′ 동경 50° 32′  / 북위 37.000° 동경 50.533°   | 카스피해         | |
| 북위 37° 0′ 동경 54° 0′  / 북위 37.000° 동경 54.000°    | 이란             | |
| 북위 37° 0′ 동경 60° 3′  / 북위 37.000° 동경 60.050°    | 투르크메니스탄   | |
| 북위 37° 0′ 동경 64° 47′  / 북위 37.000° 동경 64.783°   | 아프가니스탄     | |
| 북위 37° 0′ 동경 67° 56′  / 북위 37.000° 동경 67.933°   | 타지키스탄       | |
| 북위 37° 0′ 동경 68° 10′  / 북위 37.000° 동경 68.167°   | 아프가니스탄     | |
| 북위 37° 0′ 동경 71° 28′  / 북위 37.000° 동경 71.467°   | 타지키스탄       | |
| 북위 37° 0′ 동경 72° 28′  / 북위 37.000° 동경 72.467°   | 아프가니스탄     | |
| 북위 37° 0′ 동경 74° 34′  / 북위 37.000° 동경 74.567°   | 파키스탄         | 길기트발티스탄 - 인도가 영유권을 주장한다. |
| 북위 37° 0′ 동경 74° 50′  / 북위 37.000° 동경 74.833°   | 중화인민공화국   | 신장 위구르 자치구 - 약 14 km |
| 북위 37° 0′ 동경 75° 0′  / 북위 37.000° 동경 75.000°    | 파키스탄         | 길기트발티스탄 - 약 14 km, 인도가 영유권을 주장한다. |
| 북위 37° 0′ 동경 75° 9′  / 북위 37.000° 동경 75.150°    | 중화인민공화국   | 신장 위구르 자치구 칭하이성 간쑤성 닝샤 후이족 자치구 간쑤성 산시성 허베이성 산둥성                                                                                      |
| 북위 37° 0′ 동경 122° 32′  / 북위 37.000° 동경 122.533° | 황해             | |
| 북위 37° 0′ 동경 126° 21′  / 북위 37.000° 동경 126.350° | 대한민국         | 충청남도 경기도 충청북도 경상북도 |
| 북위 37° 0′ 동경 129° 25′  / 북위 37.000° 동경 129.417° | 동해             | |
| 북위 37° 0′ 동경 136° 46′  / 북위 37.000° 동경 136.767° | 일본             | 혼슈섬(이시카와현) |
| 북위 37° 0′ 동경 137° 3′  / 북위 37.000° 동경 137.050°  | 동해             | 도야마만 |
| 북위 37° 0′ 동경 137° 42′  / 북위 37.000° 동경 137.700° | 일본             | 혼슈섬 니가타현 나가노현 니가타현 군마현 − 약 10 km 니가타현 − 약 7 km 후쿠시마현 도치기현 이바라키현 후쿠시마현                                                         |
| 북위 37° 0′ 동경 140° 59′  / 북위 37.000° 동경 140.983° | 태평양           | |
| 북위 37° 0′ 서경 122° 11′  / 북위 37.000° 서경 122.183° | 미국             | 캘리포니아주 네바다주 유타주/애리조나주 경계 콜로라도주/뉴멕시코주 경계 콜로라도 주/오클라호마주 경계 캔자스주/오클라호마주 경계 미주리주 일리노이주 켄터키주 버지니아주 |
| 북위 37° 0′ 서경 76° 18′  / 북위 37.000° 서경 76.300°   | 대서양           | |
| 북위 37° 0′ 서경 25° 10′  / 북위 37.000° 서경 25.167°   | 포르투갈         | 아소르스 제도의 산타마리아섬 |
| 북위 37° 0′ 서경 25° 3′  / 북위 37.000° 서경 25.050°    | 대서양           | |
| 북위 37° 0′ 서경 8° 57′  / 북위 37.000° 서경 8.950°     | 포르투갈         | 폰타드사그르스 |
| 북위 37° 0′ 서경 8° 56′  / 북위 37.000° 서경 8.933°     | 대서양           | 카디스만 |
| 북위 37° 0′ 서경 7° 59′  / 북위 37.000° 서경 7.983°     | 포르투갈         | 산타마리아곶 |
| 북위 37° 0′ 서경 7° 50′  / 북위 37.000° 서경 7.833°     | 대서양           | 카디스만 |
| 북위 37° 0′ 서경 6° 32′  / 북위 37.000° 서경 6.533°     | 스페인           | |
| 북위 37° 0′ 서경 1° 53′  / 북위 37.000° 서경 1.883°     | 지중해           | |

## 같이 보기
- 북위 36도
- 북위 38도